# Залукокоаже
Залукокоаже (рос. Залукокоаже) — селище (з 1975 до 2012 селище міського типу) у Зольському районі Кабардино-Балкарії Російської Федерації.
Входить до складу муніципального утворення міське поселення Залукокоаже. Населення становить 9859 осіб.

## Історія
Згідно із законом від 27 лютого 2005 року органом місцевого самоврядування є міське поселення Залукокоаже.

## Населення
| 1959    | 1970    | 1979  | 1989  | 2002  | 2009  | 2010  |
| ------- | ------- | ----- | ----- | ----- | ----- | ----- |
| 2567    | ↗3636   | ↗4364 | ↗6110 | ↗9276 | ↗9397 | ↗9859 |
| 2012    | 2013    | 2014  | 2015  | 2016  | 2017  | 2018  |
| ↗9886   | ↗9920   | →9920 | ↗9949 | ↗9993 | ↗9996 | ↗9997 |
| 2019    | 2020    |       |       |       |       |       |
| ↗10 039 | ↗10 054 |       |       |       |       |       |